# Лебер, Дитрих Андрей
Лёбер, Дитрих Андрей (нем. Dietrich André Loeber, родился 4 января 1923 года в Риге, Латвийская республика,  скончался 24 июня 2004 года в Гамбурге, Германия) — юрист балтийско-немецкого происхождения, советолог.

## Биография
Родителями Дитриха Андрея Лёбера были балтийские немцы — профессор Латвийского университета, автор ряда законов и конституционный судья  Латвийской республики Август Лёбер, и его супруга Эмилия, урождённая Менцендорф.
Дитрих Андрей вырос в своём родном городе и посещал классическую гимназию в Риге.
В результате решения о репатриации балтийских немцев его семье, как и более чем 10 тысячам семей бывших остзейских дворян, пришлось покинуть Латвию в 1939 году. Как и большинство  бывших сограждан, Лёберы переехали на присоединённые к Третьему рейху бывшие польские земли. Окончив курс гимназии Фридриха-Вильгельма в Познани, Лёбер поступил на службу в абвер, ведомство  адмирала Вильгельма Канариса, и служил с 1941 по 1945 год в специальной группе в Бранденбурге.
В 1946 году он поступил на факультет права в Марбургский университет. В 1951 году он окончил его со степенью кандидата юридических наук и диссертацией по сравнению брачного права СССР и Германии. Он также получил диплом Гаагской академии международного права и степень магистра Колумбийского университета.
С 1953 года работал юристом в Мюнхене и Гамбурге, а с 1955 по 1960 год редактировал журнал «Право Восточной Европы».
С 1958 по 1966 год он был научным сотрудником Института сравнительного и международного частного права им. Макса Планка.
В 1966 году он защитил докторскую диссертацию в Гамбургском университете. Она была продолжением его кандидатской диссертации и представляла собой фундаментальное сравнение брачного права в СССР и Германии.
С 1966 по 1989 год Лёбер занимал должность профессора права в Кильском университете, одновременно возглавлял «Институт права, политики и общества социалистических государств», основанный Борисом Мейснером в 1959 году. В последние годы референтом на кафедре Лёбера работал начинающий юрист и политолог Эгилс Левитс, которого Лёбер пригласил к себе благодаря знанию русского языка.
С 1975 года Лёбер был членом Балтийской исторической комиссии, членом правления балтийско-немецкого Общества Карла Ширрена (1969—1971, 1990—1997), заместителем председателя попечительского совета фонда имени Карла Эрнста фон Бэра (1978—1996). Кроме того, Лёбер был членом студенческой корпорации Fraternitas Dorpatensis в Мюнхене и основателем Corona Dorpatensis. Он также состоял в корпорации Fraternitas Rigensis.
Лёбер работал как приглашенный профессор в Московском государственном университете им. М. В. Ломоносова (1961), на юридическом факультете Гарварда (1963/64), Калифорнийском университете в Лос-Анджелесе (1970, 1974), Стэнфордском университете (1971, 1973) и Колумбийском университете (1980—1981, 1983).

## Деятельность в Латвии и Эстонии
Лёбер поддерживал концепцию своего коллеги и соотечественника Бориса Мейснера, научно обосновавшего непризнание оккупации балтийских стран и служившего при канцлере Аденауэре в МИДе (он возглавлял отдел СССР). Он внушил своему ученику Эгилу Левиту и другим деятелям латышской эмиграции идею непрерывности существования Латвийской республики, которую тот впоследствии реализовал юридически в Декларации о восстановлении независимости Латвии.
В конце 1988 и 1989 годов Лёбер прочитал лекции по пакту Молотова — Риббентропа в Эстонии и Латвии, за что был подвергнут критике в Советском Союзе.
В октябре 1990 года Лёбер представил самостоятельно подготовленную версию Гражданского закона Латвии 1937 года на первом съезде Общества латвийских юристов после начала перестройки. После 1991 года Лёбер регулярно читал лекции в Тартуском, Таллиннском и Латвийском университетах.
Он решительно поддержал реконструкцию дома Менцендорфа в Риге и превращение его в музей в память о своей матери.
В 1992 году профессор стал одним из учредителей Латышско-Балтийско-немецкого культурного общества Domus Rigensis вместе  с историком Гертом фон Пистолькорсом, издателем журнала "Baltische Briefe" Вольфом фон Клейстом, специалистом по генеалогии Вилфридом Шлау, теологом Клаусом фон Адеркасом с немецкой стороны и академиком Янисом Страдыньшем, историками Петром Крупниковым и Илгваром Мисансом, директором Рундальского музея Имантом Ланцманисом с латвийской стороны.   

## О роли профессора Лебера в восстановлении независимости балтийских стран
«Одним из главных героев [этого процесса] был доктор международного права, балтийский немец, профессор Гамбургского университета Лёбер, который 13-14 мая 1989 года организовал в Таллине конференцию представителей народных фронтов балтийских стран. На конференцию он привёз копии секретных протоколов к пакту Молотова — Риббентропа на двух оригинальных языках. На основании этих документов на конференции были разработаны документы о праве Балтийских стран на самоопределение и осуждены секретные протоколы к пакту. Их после прибытия на Съезд народных депутатов СССР в Москву мы, депутаты прибалтийских республик, размножили в постоянном представительстве Эстонии, решив использовать для обоснования восстановления независимости наших стран, и подали Съезду, хотя Горбачёв утверждал, что протоколов не существует». Юрис Боярс, депутат Съезда от Латвии.
Профессора Лёбер и Мейснер разъясняли своим балтийским коллегам непрерывность существования балтийских республик, суверенитет которых всего лишь следует восстановить. Эта идея и нашла свое воплощение в соответствующих документах Верховных Советов Эстонии, Латвии и Литвы, принятых еще в момент существования этих стран как республик СССР — в частности, Декларации о восстановлении независимости Латвии от 4 мая 1990 года.